# 第46回全日本大学サッカー選手権大会
第46回全日本大学サッカー選手権大会は1997年11月15日から11月23日にかけて開催された全日本大学サッカー選手権大会である。駒澤大学が2年ぶり2回目の優勝を果たした。

## 概要
9地域の代表15校と総理大臣杯全日本大学サッカートーナメント優勝校が参加した。

### 大会日程
- 1997年11月15日 - 1回戦
- 1997年11月16日 - 準々決勝
- 1997年11月19日 - 準決勝
- 1997年11月23日 - 決勝

### 開催競技場
- 国立競技場（決勝）
- 西が丘サッカー場（1回戦・準々決勝・準決勝）
- 栃木県グリーンスタジアム（1回戦・準々決勝）
- 駒沢競技場（1回戦）
- 夢の島陸上競技場（1回戦）
- 古河市サッカー場（1回戦）

## 出場大学
- 駒澤大学（総理大臣杯優勝・4年連続4回目）
- 北海学園大学（北海道代表・初[1]）
- 仙台大学（東北代表・2年連続16回目）
- 国士舘大学（関東第1代表・3年連続13回目）
- 中央大学（関東第3代表・6年連続20回目）
- 筑波大学（関東第4代表・2年ぶり23回目）
- 順天堂大学（関東第5代表・2年連続11回目）
- 福井工業大学（北信越代表・3年ぶり4回目）
- 中京大学（東海代表・3年ぶり22回目）
- 関西大学（関西第1代表・2年連続8回目）
- 立命館大学（関西第2代表・6年ぶり2回目）
- 広島大学（中国代表・5年連続12回目）
- 高知大学（四国代表・4年連続13回目）
- 鹿屋体育大学（九州第1代表・8年連続9回目）
- 福岡大学（九州第2代表・2年ぶり23回目）
- 福岡教育大学（九州第3代表・初）

## 試合日程・結果

### 1回戦
| 1997年11月15日 |

| 国士舘大学 | 1 - 0 | 福岡教育大学 |
| 小林       |       |              |

| 駒沢競技場 |

| 1997年11月15日 |

| 福井工業大学 | 0 - 6 | 立命館大学                             |
|              |       | 吉村3 (2PK) , · 上北2 , · オウンゴール |

| 駒沢競技場 |

| 1997年11月15日 |

| 鹿屋体育大学 | 1 - 0 | 順天堂大学 |
| 大西         |       |            |

| 夢の島陸上競技場 |

| 1997年11月15日 |

| 高知大学           | 2 - 3 延長 | 筑波大学         |
| 七條 , · 佐藤 (PK) |            | 和多田2 , · 小野 |

| 夢の島陸上競技場 |

| 1997年11月15日 |

| 中央大学 | 2 - 3 延長 | 中京大学           |
| 福島2 ,  |            | 園田 · 生田 · 村田 |

| 古河市サッカー場 |

| 1997年11月15日 |

| 福岡大学             | 3 - 1 | 仙台大学 |
| 有吉 · 大久保 · 沖本 |       | 岡本     |

| 古河市サッカー場 |

| 1997年11月15日 |

| 関西大学     | 4 - 1 | 広島大学 |
| 山崎3 · 中村 |       | 内田     |

| 栃木県グリーンスタジアム |

| 1997年11月15日 |

| 北海学園大学 | 0 - 2 | 駒澤大学    |
|              |       | 小林 · 高山 |

| 栃木県グリーンスタジアム |

### 準々決勝
| 1997年11月16日 |

| 国士舘大学         | 3 - 2 | 立命館大学       |
| 高橋 · 伊藤 · 宮下 |       | 吉村 (PK) · 上北 |

| 西が丘サッカー場 |

| 1997年11月16日 |

| 鹿屋体育大学 | 0 - 4 | 筑波大学           |
|              |       | 羽山 · 鈴木 · 笠原 |

| 西が丘サッカー場 |

| 1997年11月16日 |

| 中京大学    | 2 - 2 延長 (PK 5-4) | 福岡大学 |
| 雪正 · 園田 |                     | 黒部2 ,  |

| 栃木県グリーンスタジアム |

| 1997年11月16日 |

| 関西大学 | 1 - 2 | 駒澤大学    |
| 津村     |       | 盛田 · 倉尾 |

| 栃木県グリーンスタジアム |

### 準決勝
| 1997年11月19日 |

| 国士舘大学                | 2 - 1 | 筑波大学    |
| 宮下 前24分 · 金沢 後11分 |       | 笠原 前16分 |

| 西が丘サッカー場 |

| 1997年11月19日 |

| 中京大学 | 0 - 6 | 駒澤大学                                  |
|          |       | 盛田 前5分 · 盛田 · 小林 · 三上2 , · 倉尾 |

| 西が丘サッカー場 |

### 決勝
| 1997年11月23日 |

| 国士舘大学 | 1 - 3 | 駒澤大学                       |
| 高橋       |       | 小阪 前3分 · 小林 前4分 · 盛田 |

| 国立競技場 |

## 最終結果
| 第46回全日本大学サッカー選手権大会 優勝チーム |
| --------------------------------------------- |
| 駒澤大学 2年ぶり2回目                         |

### 表彰

#### 最優秀選手賞
- 盛田剛平（駒澤大学）

#### 優秀選手賞
- ベストGK: 矢倉（駒澤大学）
- ベストDF: 米山篤志（駒澤大学）
- ベストMF: 斉藤雅人（駒澤大学）
- ベストFW: 高橋（国士舘大学）

## 主な出場選手
- 鏑木豪（国士舘大学）
- 金沢浄（国士舘大学）
- 佐伯直哉（国士舘大学）
- 熱田眞（国士舘大学）
- 米山篤志（駒澤大学）
- 斉藤雅人（駒澤大学）
- 盛田剛平（駒澤大学）
- 三上和良（駒澤大学）
- 阿江孝一（中央大学）
- 谷池洋平（筑波大学）
- 吉川京輔（筑波大学）
- 渡辺隆正（筑波大学）
- 和多田充寿（筑波大学）
- 戸田光洋（筑波大学）
- 川口信男（順天堂大学）
- 山岸範宏（中京大学）
- 園田勇一（中京大学）
- 栄井健太郎（関西大学）
- 黒部光昭（福岡大学）